# The Twin Dilemma
The Twin Dilemma (El dilema gemelo) es el séptimo y último serial de la 21.ª temporada de la serie británica de ciencia ficción Doctor Who, emitido originalmente en cuatro episodios, dos por semana, del 22 al 30 de marzo de 1984, el primero protagonizado por Colin Baker como el Sexto Doctor.
Esta historia ha recibido una crítica prácticamente unánime por los fanes del programa, y en una encuesta de 2009 fue votada como la peor historia de Doctor Who de todos los tiempos hasta la fecha (las anteriores a El planeta de los muertos).

## Argumento
Después de su regeneración, el Sexto Doctor comienza a comportarse de forma errática. Se va al guardarropa y, buscando un nuevo vestuario, encuentra un abrigo chillón de colores vivos y de mal gusto que inmediatamente le encanta. Peri le dice que no puede salir a la calle con unas ropas tan espantosas, lo que ofende al Doctor. Mientras tanto, dos gemelos, Romulus y Remus Sylveste, reciben la visita de un anciano llamado profesor Edgeworth. Le preguntan cómo ha llegado a su casa y les contesta que volverá cuando su padre esté allí, y entonces les abduce, desapareciendo los tres. Llegan a una estación espacial en el espacio exterior. Edgeworth entonces se comunica con su superior, una criatura con aspecto de babosa llamada Mestor, que le da instrucciones a Edgeworth de que se lleve a los gemelos a Titan 3.
Mientras, en la sala de la consola de la TARDIS, el Doctor tiene un arranque de locura, primero citando un poema sobre una Peri, un hada buena y hermosa de la mitología persa, que en el pasado era malvada. Entonces acusa a Peri de ser maligna, y de ser una espía alienígena antes de lanzarse a por ella para estrangularla. Al ver una imagen de su propio rostro maníaco en un espejo, se derrumba, soltando a Peri. Cuando ella le cuenta que ha intentado matarla, al principio se niega a creer que pueda ser capaz de hacer algo así, pero viendo lo aterrorizada que está, decide que debe hacerse ermitaño en el desolado asteroide Titan 3...

### Continuidad
El Doctor dice que se ha regenerado dos veces desde su último encuentro con Azmael. Eso significa que la última vez (incluyendo el incidente en la fuente) ocurrió cuando era el Cuarto Doctor. Eric Saward pretendía que Azmael fuera el ermitaño con el que el Doctor había hablado en su juventud que se menciona en The Time Monster. Anthony Steven malinterpretó la petición, y en su lugar hizo que Azmael fuera un antiguo tutor de la academia del Doctor. El personaje del ermitaño ya se había presentado como K'anpo Rinpoche en Planet of the Spiders, diez años atrás.
Mientras aún está en la confusión postregenerativa, el Doctor llama a Peri "Tegan", una acompañante del Cuarto y Quinto Doctor.
El Doctor es inusualmente violento al principio del serial, incluso intentando estrangular a Peri. La intención era crear un Doctor que al principio no despertara simpatía, pero que gradualmente revelara un alma de buen corazón (de la que se vio un poco en Revelation of the Daleks). También se pretendía hacer un contraste con los inmediatamente cercanos Doctores de Tom Baker y Peter Davison. Sin embargo, en entrevistas posteriores, el director Peter Moffatt dijo que la idea original era simplemente que el Doctor estuviera en un estado mucho más energético que el que estaba durante el debut del Quinto Doctor en Castrovalva. En un documental de 2003 sobre el 40 aniversario de la serie, Colin Baker dijo que "la idea era que durante los muchos, muchos años que iba a hacer el papel, las capas externas irían cayendo y revelarían el alma de buen corazón".

## Producción
| Episodio          | Fecha de emisión    | Duración | Espectadores en millones | Estado en el archivo  |
| ----------------- | ------------------- | -------- | ------------------------ | --------------------- |
| Episodio 1        | 22 de marzo de 1984 | 24:42    | 7,6                      | Cinta original en PAL |
| Episodio 2        | 23 de marzo de 1984 | 25:09    | 7,4                      | Cinta original en PAL |
| Episodio 3        | 29 de marzo de 1984 | 24:27    | 7,0                      | Cinta original en PAL |
| Episodio 4        | 30 de marzo de 1984 | 25:04    | 6,3                      | Cinta original en PAL |
| [ 2 ] [ 3 ] [ 4 ] |                     |          |                          |                       |

La medalla con forma de gato que lleva el Sexto Doctor en la solapa en esta historia estaba hecha a mano, pintada por Suzie Trevor, y la compraron para el programa a una tienda especializada en medallas en el centro de Londres. En cada historia posterior, el Doctor llevaría una medalla diferente de gato para simbolizar que era un "gato viajero de diferentes caminos".
Aunque se ajustó para el nuevo Doctor, la secuencia de créditos recibió nuevas modificaciones al episodio. Se introdujo un efecto de luces de colores de prisma y el logo de la serie adquirió un tono azulado y una apariencia ligeramente curvada en comparación con el logo anterior. La música siguió siendo la misma que se introdujo en 1980. En las cabeceras anteriores a partir del Segundo Doctor, se había incluido una fotografía del protagonista. Para la cabecera del Sexto Doctor se usó dos fotografías, una con el Doctor con expresión seria que cambia a otra con el Doctor sonriendo. Esta animación limitada se extendería también a la cabecera del Séptimo Doctor.